# Goussainville (Val-d'Oise)
Pour les articles homonymes, voir Goussainville.
Goussainville est une commune française située dans le département du Val-d'Oise, en région Île-de-France.
Située près de l'aéroport Roissy-Charles-de-Gaulle, cette ville a la particularité d'avoir déplacé son centre de quelques kilomètres dans la première partie du XXe siècle avec l'arrivée de la ligne ferroviaire et de nouveaux lotissements plus proches des deux gares (celle de Goussainville proprement dite et celle des Noues).
Le nouveau centre et la mairie se trouvent proches des Noues. L'ancien centre, aujourd'hui quartier du vieux pays, se trouve en 1974 dans l'axe de l'une des pistes de l'aéroport de Roissy, ce qui a une nouvelle fois provoqué un mouvement de population vers d'autres quartiers. La plupart des maisons, rachetées aux habitants qui le souhaitaient par Aéroports de Paris, ont été murées. Quelques irréductibles, toutefois, y vivent encore. Le Vieux Pays a été racheté par la ville à ADP pour un euro symbolique en 2009.

## Localisation
Goussainville est une ville de la banlieue nord de Paris, à l'est du département du Val-d'Oise. Au cœur de la Plaine de France, elle est située à une vingtaine de kilomètres de la capitale. Avec plus de 30 000 habitants au dernier recensement, Goussainville est l'une des plus grandes villes du Val-d'Oise.
Goussainville a également reçu deux fleurs dans le cadre du Concours des villes et villages fleuris.
| Fontenay-en-Parisis | Fontenay-en-Parisis | Louvres          |
| Bouqueval           | Goussainville       | Louvres          |
| Gonesse             | Le Thillay          | Roissy-en-France |

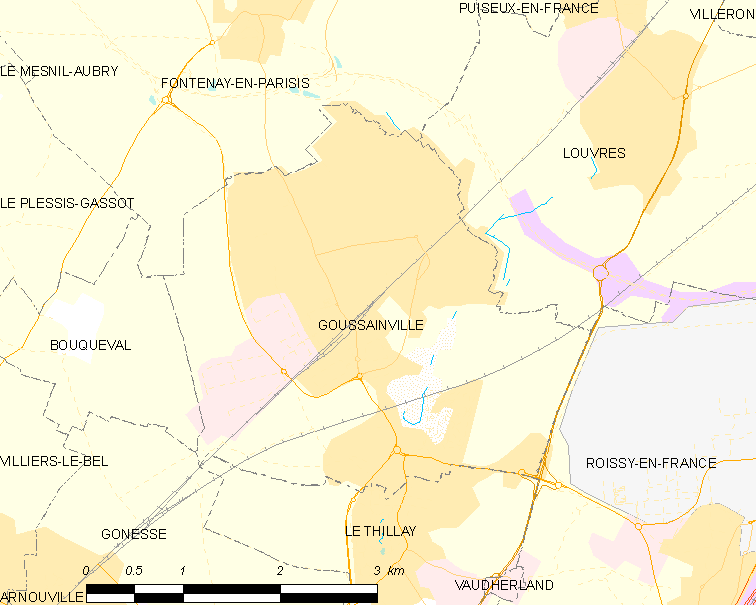
Carte de la commune.
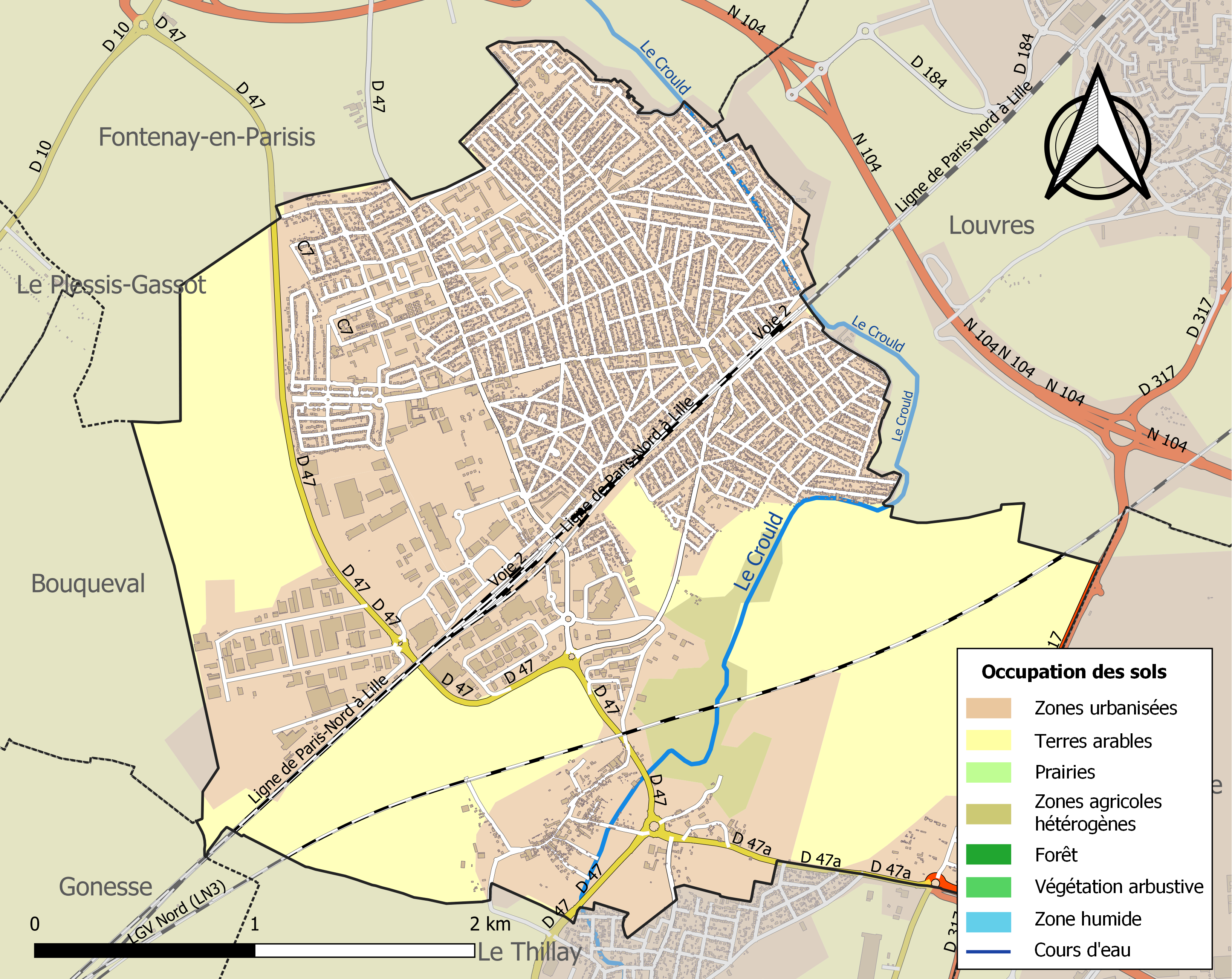
Occupation des sols.

## Transports

### Bus et trains
Goussainville est desservie par deux gares du RER D, Goussainville et Les Noues, ainsi que par des bus des réseaux Roissy Ouest et Haut Val-d'Oise.

### Route
La Francilienne contourne la ville au nord et à l'est, pour rejoindre Roissy.
L'autoroute A1 est facile d'accès à quelques minutes de la commune.
La ville est également traversée par la RD 47 et la RN 17.

### Avion
La commune de Goussainville se trouve à côté de l'aéroport international Roissy-Charles-de-Gaulle et l'aéroport du Bourget est à quelques minutes en voiture par la RN 17.

## Climat
Pour des articles plus généraux, voir Climat de l'Île-de-France et Climat du Val-d'Oise.
En 2010, le climat de la commune est de type climat océanique dégradé des plaines du Centre et du Nord, selon une étude du CNRS s'appuyant sur une série de données couvrant la période 1971-2000. En 2020, Météo-France publie une typologie des climats de la France métropolitaine dans laquelle la commune est exposée à un climat océanique altéré et est dans la région climatique Sud-ouest du bassin Parisien, caractérisée par une faible pluviométrie, notamment au printemps (120 à 150 mm) et un hiver froid (3,5 °C).
Pour la période 1971-2000, la température annuelle moyenne est de 11,3 °C, avec une amplitude thermique annuelle de 14,9 °C. Le cumul annuel moyen de précipitations est de 685 mm, avec 10,6 jours de précipitations en janvier et 8 jours en juillet. Pour la période 1991-2020, la température moyenne annuelle observée sur la station météorologique la plus proche, située à Roissy-en-France à 5 km à vol d'oiseau, est de 12,1 °C et le cumul annuel moyen de précipitations est de 694,3 mm,. Pour l'avenir, les paramètres climatiques de la commune estimés pour 2050 selon différents scénarios d'émission de gaz à effet de serre sont consultables sur un site dédié publié par Météo-France en novembre 2022.
| Mois                                  | jan.             | fév.             | mars          | avril           | mai            | juin           | jui.           | août           | sep.           | oct.            | nov.            | déc.             | année      |
| ------------------------------------- | ---------------- | ---------------- | ------------- | --------------- | -------------- | -------------- | -------------- | -------------- | -------------- | --------------- | --------------- | ---------------- | ---------- |
| Température minimale moyenne (°C)     | 2,3              | 2,3              | 4,5           | 6,7             | 10             | 13,1           | 15,1           | 15             | 12,1           | 9,2             | 5,4             | 2,9              | 8,2        |
| Température moyenne (°C)              | 4,7              | 5,3              | 8,3           | 11,2            | 14,6           | 17,8           | 20,1           | 20,1           | 16,6           | 12,7            | 8,1             | 5,2              | 12,1       |
| Température maximale moyenne (°C)     | 7                | 8,2              | 12,2          | 15,8            | 19,3           | 22,6           | 25,1           | 25,1           | 21,1           | 16,2            | 10,7            | 7,5              | 15,9       |
| Record de froid (°C) date du record   | −17,8 17.01.1985 | −12,4 07.02.1991 | −9,1 13.03.13 | −3,9 12.04.1986 | 0,3 03.05.1981 | 2,6 01.06.1975 | 7,3 15.07.1977 | 6,1 25.08.1980 | 2,4 19.09.1977 | −3,1 30.10.1985 | −8,1 23.11.1998 | −10,6 29.12.1996 | −17,8 1985 |
| Record de chaleur (°C) date du record | 16 27.01.03      | 20,5 27.02.19    | 25,3 31.03.21 | 28,6 20.04.18   | 31,9 27.05.05  | 36,5 27.06.11  | 41,4 25.07.19  | 39 12.08.03    | 35 08.09.23    | 28,9 01.10.11   | 21,2 08.11.15   | 17,3 16.12.1989  | 41,4 2019  |
| Ensoleillement (h)                    |                  | 916              | 1 396         | 1 967           | 2 183          | 2 112          | 2 406          | 2 149          | 1 786          | 1 123           | 693             | 615              |            |
| Précipitations (mm)                   | 57,2             | 48               | 49,8          | 47,8            | 66,5           | 61,9           | 59,9           | 57,8           | 50             | 60,1            | 60,4            | 74,9             | 694,3      |

## Urbanisme

### Typologie
Au 1er janvier 2024, Goussainville est catégorisée centre urbain intermédiaire, selon la nouvelle grille communale de densité à sept niveaux définie par l'Insee en 2022.
Elle appartient à l'unité urbaine de Paris, une agglomération inter-départementale regroupant 407  communes, dont elle est une commune de la banlieue,,. Par ailleurs la commune fait partie de l'aire d'attraction de Paris, dont elle est une commune de la couronne,. Cette aire regroupe 1 929 communes,.

## Toponymie
Gunsane Villa en 832, Gunsanevilla en 862, Gunseivilla en 1137, Gunzavilla en 1173, Gonsenvilla au XIIIe siècle, Gosseynvilla en 1221, Guossenvilla en 1247.
Gunsane Villa en 832, c'est la ferme de Gunza.

## Histoire

### Préhistoire
Dans les carrières de Goussainville et des environs (Fosses, Le Plessis-Gassot…) foisonne toute une faune de coquillages fossilisés, notamment des huîtres, dont les origines remontent à plusieurs millions d'années.
D'autre part, trouvés en surface de terres cultivées, de nombreux silex taillés, outils et armes rudimentaires tels que grattoirs, haches et pointes de flèches, outillages agricoles du Paléolithique au Néolithique témoignent de la présence d'hommes préhistoriques dans la région depuis 100 000 ans.

### Époque gallo-romaine
Des fouilles dans les plaines environnantes ont mis au jour des thermes, des cimetières, des fosses-dépotoirs de villas gallo-romaines du Ier au Ve siècle. Des monnaies romaines ont notamment été découvertes dans des jardins du village.
D'autres preuves matérielles, comme des fragments de poteries, de céramiques, de tuiles à rebord et d'amphores, confirment l'existence à cette époque d'une petite agglomération rurale et agricole, où se trouvaient probablement mélangées des populations d'origines gallo-romaine et germanique.

### Époque mérovingienne (448-751)
L'origine du nom de Goussainville remonte probablement à cette époque où les domaines ruraux prenaient généralement le nom de leurs propriétaires.
Ce domaine qui s'appelait alors « Gunsanevilla », c'est-à-dire « villa de Gunsana » (ou Chusana ?), pourrait avoir appartenu à l'une des épouses de Clotaire Ier, fils de Clovis et roi des Francs de 511 à 561.

### Époque carolingienne (751-987)
La plus ancienne charte où il est fait mention de Goussainville date du 22 janvier 831. Rédigée par les moines de l'abbaye de Saint-Denis, alors propriétaire des terres, elle concernait des redevances en nature à fournir par les paysans à cette abbaye. Une deuxième charte semblable est approuvée par le roi Charles le Chauve le 12 septembre 861.

### XIIesiècle
Dans une charte de 1125, Gazon de Burote jouissait d'un fief sur l'église, qu'il tenait de Mathieu le Bel. Il s'agit de la partie romane de l'église Saint-Pierre et Saint-Paul dont il ne reste aujourd’hui que les deux travées du collatéral sud sous le clocher.
En 1137 apparaît le nom de Rocius, seigneur de « Gunsanevilla », qui fit don d'une partie des terres de son fief à l'abbaye du Val, près de Mériel. Ce don est celui du lieu-dit la Grange des Noues où les moines cisterciens construiront une ferme avec grange (charte de Louis VII). La grange actuelle et le bâtiment d'habitation datent des XVIIe et XVIIIe siècles.

### XIIIesiècle
Au XIIIe siècle, les seigneurs locaux portent le nom de Goussainville, comme l’attestent leurs sceaux ou leurs blasons. On peut ainsi citer Gachon de Gunseinvilla en 1221, Renaud de Gunsonville en 1238, Guyard de Gonseilla en 1247....
Certains blasons, se présentant sous la forme d'un écu triangulaire orné d'une croix signalent leur participation aux croisades sous saint Louis.

### XIVeetXVesiècles
En 1331, pendant la guerre de Cent Ans, Guy de Goussainville perd la moitié de ses terres au profit du roi Philippe VI de Valois qui les donne à Charles de Montmorency. Les descendants de Guy s'allieront avec la famille d'Aunoy et la seigneurie ne sera de nouveau réunie qu'en 1468, lorsque Catherine de Montmorency épousa Philippe d'Aunoy.

### DuXVIesiècleà la Révolution

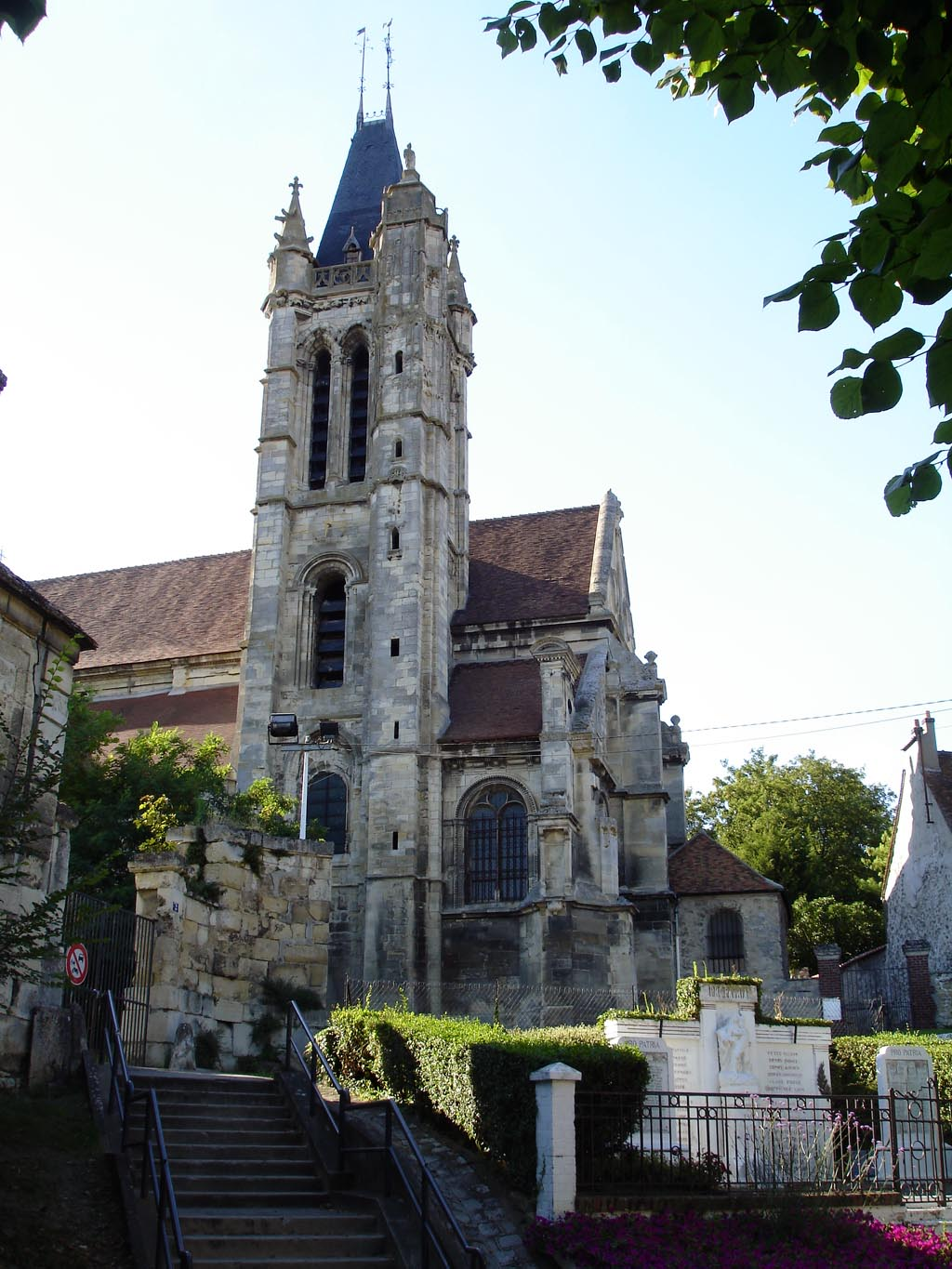
L'église Saint-Pierre-Saint-Paul.

En 1520, Anne Baillet, petite-fille des seigneurs précédents, épouse Aymard Nicolaÿ, premier président de la Cour des comptes. À partir de 1550, les Nicolay, grâce à leur importante fortune, entreprirent l'agrandissement de l'église Saint-Pierre-Saint-Paul, dans le style Renaissance.
L’influence du château d'Écouen, construit à la même époque, se fait sentir, notamment dans l'ordonnance du retable, pièce maîtresse de l'église. Les travaux se poursuivirent jusqu'au XVIIe siècle. Les tombes les plus remarquables sont celles des seigneurs de Goussainville et des fermiers de la Grange des Noues. Sous l'édifice, se trouvent d'anciennes caves du château dont l'une est voûtée d'ogives.
Louis XIV, fait ériger Goussainville en marquisat en faveur de Nicolas de Nicolay, en 1645, qui nommé marquis fit construire un pigeonnier, fondre une cloche pour l'église du nom de sa fille Nicole-Élisabeth. Son petit-fils Aîmar Jean projeta d'édifier un nouveau château, mais le déclin de sa fortune ne lui permit pas de le réaliser à l'exception des écuries.
Le blason des marquis de Nicolaï fut adopté plus tard comme emblème de la commune.
Pendant la Révolution, le « cahier de doléances » de Goussainville fut soumis aux états généraux de 1789. Les Goussainvillois se plaignaient des lapins qui dévastaient leurs cultures, des impôts, des corvées et du problème du transport des récoltes.
Sous la Terreur, les cercueils en plomb des seigneurs furent sortis de l'église et fondus, les emblèmes religieux et seigneuriaux détruits, les cloches fondues à l'exception d'une seule, l'église transformée en temple de la Raison, les biens de l'église vendus ainsi que ceux des émigrés, le curé obligé de prêter serment. Aymard Chrétien de Nicolaï et Aymard Charles François de Nicolaï moururent sur l'échafaud le 9 floréal an II (28 avril 1794) et leurs biens furent confisqués au profit de la Nation.

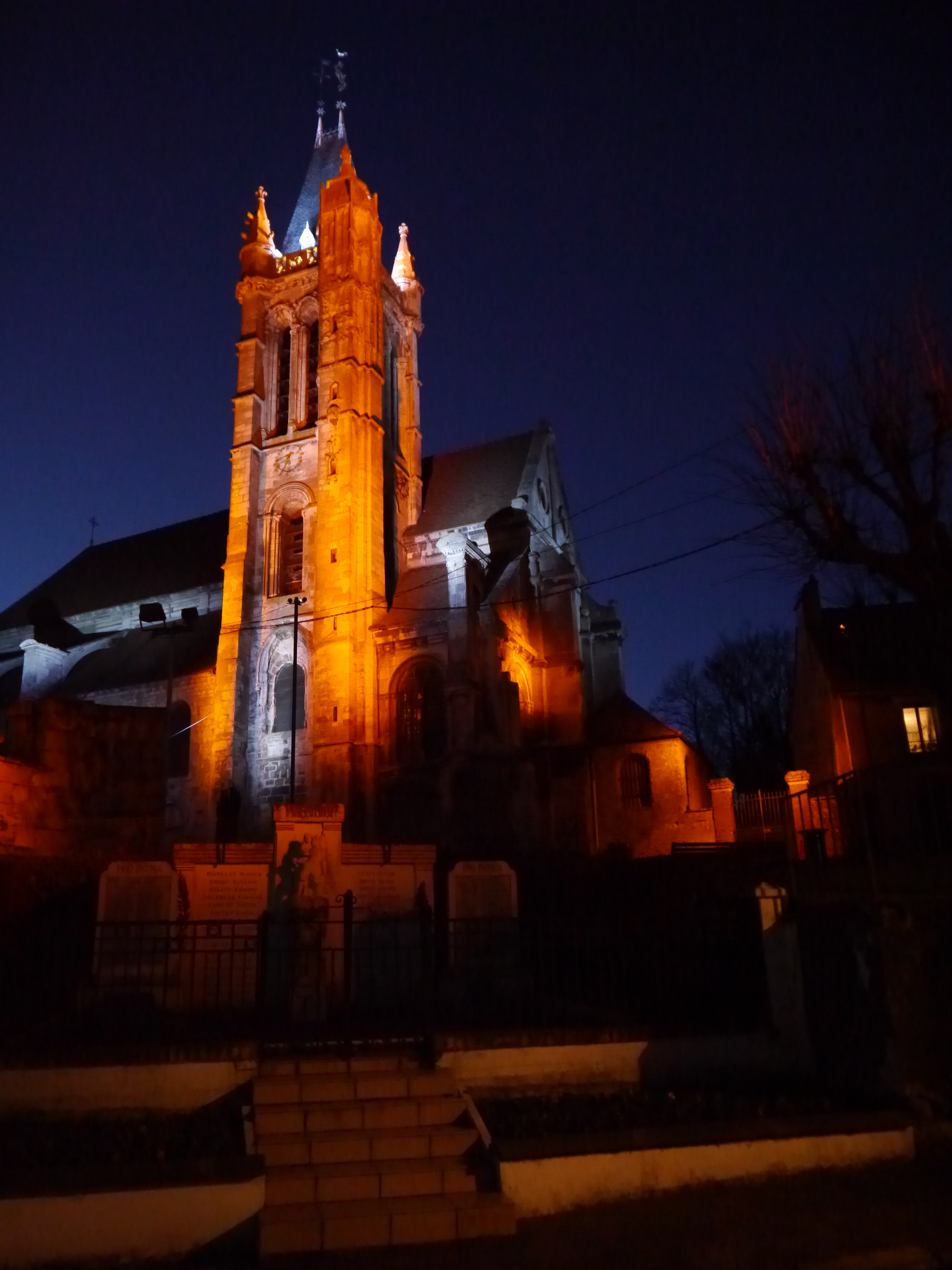
L'église Saint-Pierre-Saint-Paul de Goussainville illuminée.

En 2012-2013, l'église fait l'objet d'une restauration et d'une nouvelle illumination.

### XIXeetXXesiècles
Aymard-François de Nicolaï, comte d'Empire, chambellan de Napoléon Ier et dernier seigneur de Goussainville fut le maire de la commune de 1807 à 1812.
Le domaine seigneurial fut vendu par ses héritiers à M. Théodore Frapart qui fit bâtir vers 1860 une maison bourgeoise dans le parc de l'ancien château. Ses héritiers sont toujours en possession des écuries. En 1866 l'abbé Morel, curé de Goussainville créa une confrérie des dames de sainte Geneviève.
En 1870, les Prussiens occupèrent Goussainville, détruisirent une partie des archives de la commune, incendièrent des maisons et la distillerie.
Rappelons que jusqu'au milieu du XIXe siècle Goussainville se limitait au village et à la Grange des Noues. La création de la ligne de chemin de fer amena des activités artisanales et industrielles près de la gare. En 1905 une sucrerie, du groupe Béghin-Say fut ouverte qui fonctionna pendant 80 ans et marqua fortement l'histoire de la ville et son peuplement par l'apport de main-d'œuvre saisonnière.
Vers 1913, avec la création d'un premier lotissement au lieu-dit la Chapellerie débute la transformation progressive d'un village rural de 600 habitants en une ville de 30 000 habitants un siècle plus tard.
D'août à décembre 1914, le 69e régiment d'infanterie s'installe à Goussainville puis un cantonnement est établi dans le village pour des soldats au repos et à l'entraînement. Trente-deux garçons de Goussainville sont morts pour la France dans les tranchées dont quatre d'une même famille. Après la guerre, un monument aux morts fut inauguré par le maire et conseiller général Ernest Harmand.
En 1923, les terres de la Grange des Noues sont divisées en parcelles de 400 m2 et vendues à des ouvriers et petits épargnants. Il s'agit d'une grosse opération immobilière puisque 5 000 lots trouvent acquéreurs. En vingt ans, dans l'entre-deux-guerres, le village s'est transformé en ville de 7 000 habitants. En 1927, l'abbé Mercier construisit lui-même la chapelle Saint-Michel, grâce à une souscription et l'aide de ses paroissiens. L’église actuelle, située sur le même emplacement, fut érigée en 1956. Elle est remarquable par ses vitraux, son chemin de croix en ardoise et son baptistère. La Seconde Guerre mondiale fut également meurtrière avec dix-neuf déportés ou fusillés, dont une famille. Après la guerre des grands ensembles se construisirent pour faire face aux nombreuses demandes de logements, d'abord les HLM de la gare (1959), puis la Cité Ampère (1966), les Grandes Bornes (1968). Cette urbanisation s'accompagne de la construction de la salle Paul-Éluard, du théâtre, de gymnases et de nouvelles écoles.
La mairie du village fut transférée en 1964 au centre de la nouvelle ville, place de la Charmeuse dans une ancienne maison, puis en 1995 un nouvel hôtel de ville fut bâti pour mieux répondre aux besoins d'une ville importante.
La création de l'aéroport Roissy-Charles-de-Gaulle provoqua le déclin du village ancien, celui-ci se trouvant soudain dans l'axe d'une piste et d'une zone de nuisances sonores très élevées. Les habitants ont déserté les lieux, par décret, Aéroports de Paris a dû obligatoirement acheter les maisons mises en vente et les conserver (il ne s'agissait donc pas à proprement parler d'expropriations), la proximité d'une église classée Monument historique interdisant leur démolition.
Le 3 juin 1973, pendant le Salon du Bourget, un Tupolev 144 s'écrase sur la ville et détruit une quinzaine de maisons mais aussi une école — heureusement fermée ce jour-là —, tuant les six membres d'équipage et huit personnes au sol.
La vie économique goussainvilloise a d'ailleurs évolué pour partie, une grande part des entreprises implantées dans la localité depuis le milieu des années 1970 ayant occupé des emplacements qui ne pouvaient plus être utilisés pour le développement urbain.
Plus de 5 200 emplois privés sont répertoriés sur Goussainville, au sein d'un tissu de nombreuses petites entreprises, la plus importante ne comptant en effet qu'un peu plus de 200 salariés.
La proximité de l'aéroport de Roissy Charles-de-Gaulle se traduit par l'implantation d'entreprises de service dont l'activité dépend pour partie de celle de la plate forme, notamment dans le domaine du gardiennage, principal pourvoyeur d'emplois locaux avec les différents segments de l'hôtellerie et de la restauration.
L'activité commerciale de Goussainville est toutefois réelle, la ville ayant une population relativement importante et se trouvant, en outre, aux limites de l'agglomération parisienne - de sorte que la zone de chalandise des commerces locaux couvre certaines des communes rurales ou en voie d'urbanisation du pays de France.

## Politique et administration

### Rattachements administratifs et électoraux
Goussainville est le bureau centralisateur du canton du même nom. Dans le cadre du redécoupage cantonal de 2014 en France, le canton regroupe désormais 9 communes.
La ville fait également partie de la neuvième circonscription du Val-d'Oise.
Depuis la suppression du tribunal d'instance d'Écouen en février 2008, la commune fait partie de la juridiction d’instance de Gonesse et de grande instance ainsi que de commerce de Pontoise,.

### Intercommunalité
La commune était membre depuis le 1er janvier 2013 de la communauté d'agglomération Roissy Porte de France.
Celle-ci a fusionné avec d'autres intercommunalités pour former, le 1er janvier 2016, la communauté d'agglomération Roissy Pays de France (CCRPF) dont la commune est désormais membre.

### Tendances politiques et résultats
Au second tour des élections municipales de 2020 dans le Val-d'Oise, la liste menée par Abdelaziz Hamida (SE) — que ses opposants accusent d'avoir été fiché S par la police  en raison de la radicalisation de proches — obtient la majorité des suffrages exprimés, avec 2 869 voix (38,58 %, 28 conseillers municipaux élus, dont 6 communautaires), devançant les listes menées respectivement par. : 

- Alain Louis (DVG, 2 443 voix, 32,85 %, 6 conseillers municipaux élus dont 1 communautaire) ;

- Elisabeth Hermanville (LR, 2 124 voix, 28,56 %, 5 conseillers municipaux élus, dont 1 communautaire) ;

lors d'un scrutin marqué par la pandémie de Covid-19 en France où 53,79 % des électeurs se sont abstenus.
Plusieurs candidats ont contesté le résultat de ces élections, alléguant un climat « de tension et d'intimidation » pendant la campagne. Aucun de ces griefs n'a été retenu par le tribunal administratif de Cergy, qui a donc confirmé le 19 février 2021 la régularité de l'élection.

### Liste des maires
| Période                                  | Période | Identité      | Étiquette | Qualité |
| ---------------------------------------- | ------- | ------------- | --------- | ------- |
| Les données manquantes sont à compléter. |         |               |           |         |
| 1783                                     | 1790    | Denis Frapart |           |         |

| Période           | Période                       | Identité                            | Étiquette    | Qualité |
| ----------------- | ----------------------------- | ----------------------------------- | ------------ | --- |
| 1790              | 1793                          | Jean Dallet                         |              | |
| 1793              | 1795                          | Jean-Michel Bonnevie                |              | |
| 1795              | 1798                          | Pierre-Honoré Sellier               |              | |
| 1798              | 1800                          | Honoré Delarue                      |              | |
| 1800              | 1802                          | Pierre-Michel Froment               |              | |
| 1802              | 1807                          | Nicolas Brunard                     |              | |
| 1807              | 1812                          | Aymard-François de Nicolaï          |              | Dernier seigneur de Goussainville et Pair de France |
| 1812              | 1814                          | Pierre Bejot                        |              | |
| 1814              | 1816                          | Louis-Hippolyte Lecourt             |              | |
| 1816              | 1826                          | François-Théodore Frapart           |              | |
| 1826              | 1832                          | Ferdinand Mutel                     |              | |
| 1832              | 1832                          | François Nicolas                    |              | |
| 1832              | 1849                          | Ferdinand Mutel                     |              | |
| 1849              | 1852                          | Auguste Vuattebled                  |              | |
| 1852              | 1878                          | Victor-Alphonse Frapart (1810-1893) |              | Conseiller d'arrondissement (1864 → 1877) |
| 1878              | 1882                          | Ernest Rigaudeau                    |              | |
| 1882              | 1914                          | Louis-Constant Decauville           |              | Agriculteur |
| 1914              | 1919                          | Eugène David                        |              | |
| 1919              | 1934                          | Ernest Harmand                      | Rad.         | Conseiller général de Gonesse (1922 → 1934) |
| 1934              | 1939                          | Jean-Gaston Rousseau,               | USR          | Médecin Deuxième adjoint au maire (1929 → 1934) |
| 1939              | 1940                          | Clovis Gantois                      |              | |
| 1941              | 1944                          | René Braux                          |              | |
| 1944              | mai 1953                      | Jean-Gaston Rousseau,               | PCF (app.)   | Médecin |
| mai 1953          | mars 1983                     | Roger Gaston, (1920-1985)           | PCF          | Manœuvre puis forgeron, résistant, déporté Conseiller général de Gonesse (1967 → 1976) Conseiller général de Goussainville (1976 → 1982)                                                             |
| mars 1983         | juin 1995                     | Élisabeth Hermanville               | RPR puis DVD | |
| juin 1995,        | mars 2001                     | Michel Toumazet                     | PCF          | Enseignant Conseiller général de Goussainville (1988 → 2001) |
| mars 2001,        | septembre 2005                | Élisabeth Hermanville               | DVD          | Déclarée inéligible après sa condamnation en justice pour « prise illégale d'intérêts », elle démissionne                                                                                            |
| 26 septembre 2005 | mai 2009,                     | Antoine Casula                      | UMP          | Gérant de bar retraité, ancien directeur commercial Adjoint au maire (2001 → 2005) Réélu en 2006 après l'annulation du scrutin de 2005 Élection de 2008 annulée par le Conseil d'État le 15 mai 2009 |
| 27 juin 2009      | juillet 2020                  | Alain Louis,                        | PS puis DVG  | Directeur d'usine retraité Adjoint au maire (1977 → 1983) Vice-président de la CA Roissy Pays de France (2016 → 2020)                                                                                |
| juillet 2020 ,    | En cours (au 11 juillet 2020) | Abdelaziz Hamida                    | SE           | Ancien président du Football club de Goussainville Vice-président de la CA Roissy Pays de France (2020 → )                                                                                           |

## Population et société

### Démographie
L'évolution du nombre d'habitants est connue à travers les recensements de la population effectués dans la commune depuis 1793. Pour les communes de plus de 10 000 habitants les recensements ont lieu chaque année à la suite d'une enquête par sondage auprès d'un échantillon d'adresses représentant 8 % de leurs logements, contrairement aux autres communes qui ont un recensement réel tous les cinq ans,.

En 2022, la commune comptait 30 952 habitants, en évolution de +0,01 % par rapport à 2016 (Val-d'Oise : +4 %, France hors Mayotte : +2,11 %).
| 1793 | 1800 | 1806 | 1821 | 1831 | 1836 | 1841 | 1846 | 1851 |
| ---- | ---- | ---- | ---- | ---- | ---- | ---- | ---- | ---- |
| 850  | 805  | 777  | 654  | 661  | 643  | 612  | 628  | 604  |

| 1856 | 1861 | 1866 | 1872 | 1876 | 1881 | 1886 | 1891 | 1896 |
| ---- | ---- | ---- | ---- | ---- | ---- | ---- | ---- | ---- |
| 573  | 642  | 606  | 546  | 526  | 597  | 612  | 617  | 580  |

| 1901 | 1906 | 1911 | 1921 | 1926  | 1931  | 1936  | 1946  | 1954  |
| ---- | ---- | ---- | ---- | ----- | ----- | ----- | ----- | ----- |
| 585  | 913  | 759  | 958  | 2 556 | 4 667 | 6 201 | 6 789 | 9 350 |

| 1962   | 1968   | 1975   | 1982   | 1990   | 1999   | 2006   | 2011   | 2016   |
| ------ | ------ | ------ | ------ | ------ | ------ | ------ | ------ | ------ |
| 13 109 | 16 197 | 25 182 | 23 543 | 24 812 | 27 356 | 30 142 | 31 129 | 30 948 |

| 2021   | 2022   | - | - | - | - | - | - | - |
| ------ | ------ | - | - | - | - | - | - | - |
| 30 693 | 30 952 | - | - | - | - | - | - | - |

### Enseignement

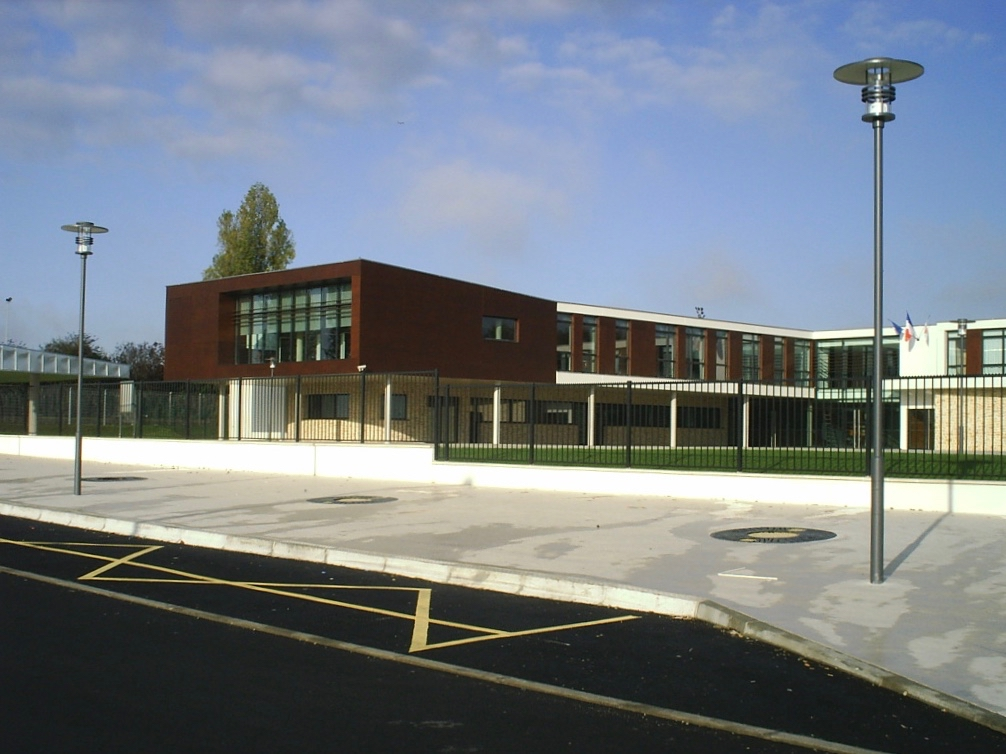
Le collège Georges-Charpak de Goussainville.

Goussainville est rattachée au bassin d'enseignement de Gonesse et à l'académie de Versailles.

#### Écoles maternelles et primaires
- École Anatole-France
- École Paul-Éluard
- École Gabriel-Péri
- École Yvonne-de-Gaulle
- École Jean-Jaurès
- École Jean-Moulin
- École Paul-Langevin
- École Sévigné
- École Paul-Eluard
- École Jules-Ferry
- École Saint-Exupéry
- École Jacques-Prévert
- École Germaine-Vié
- École Louis-Pasteur

#### Collèges
- Collège Georges-Charpak
- Collège Pierre-Curie
- Collège Michel-de-Montaigne
- Collège Maximilien-de-Robespierre

#### Lycées
- Lycée Romain Rolland (en)

Le lycée polyvalent Romain-Rolland de Goussainville compte à ce jour environ 1 450 élèves, et offre des formations variées dans le domaine général, technologique et professionnel.
La commune compte treize écoles maternelles, treize écoles élémentaires, quatre collèges et un lycée polyvalent. Le collège Georges-Charpak, ouvert en septembre 2008, grâce à son équipement des plus récents (tableaux numériques interactifs, vastes salles informatiques, manuels scolaires au format numérique…) est considéré comme le plus moderne de France. Il s'agit d'un établissement pilote unique en France.

### Sports

#### Équipements sportifs

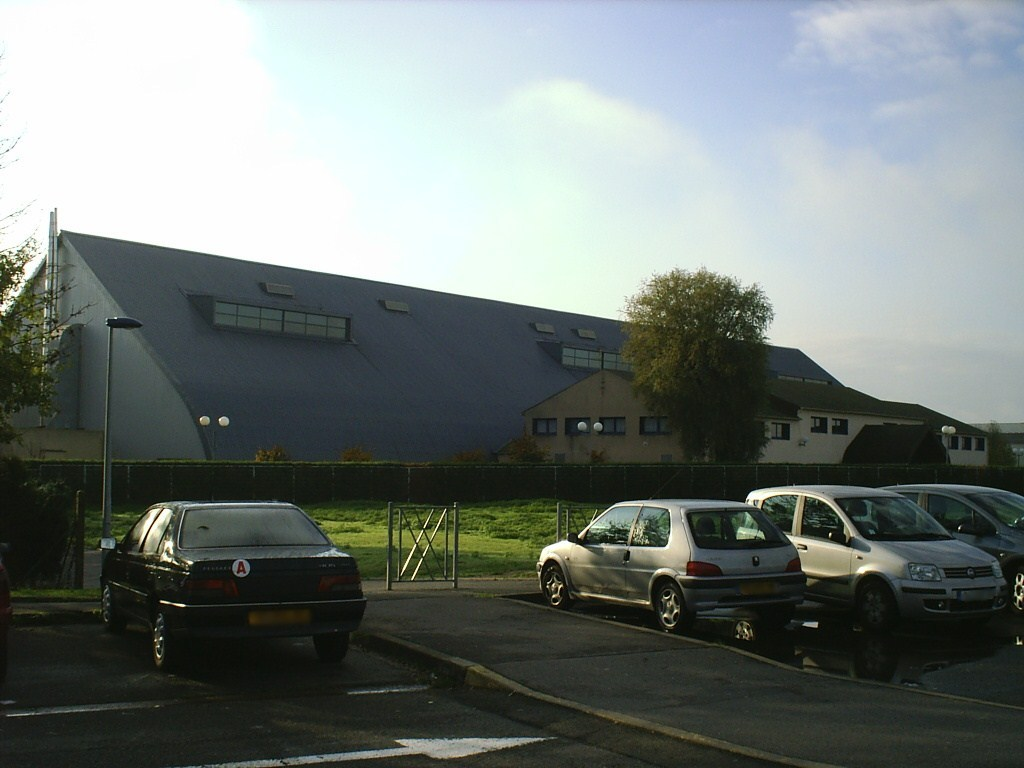
L'Espace Coubertin.

Il existe plusieurs complexes sportifs d'importance sur la ville.
- Le complexe sportif Maurice-Bacquet, qui est le plus notable, comprend un terrain d'honneur de football avec tribune sur lequel de nombreuses équipes internationales de football telles la Côte d'Ivoire, le Gabon, l'Algérie, ou bien des clubs de rugby comme l'USA Perpignan ont évolué. Ce complexe propose également un second terrain d'honneur, un terrain stabilisé, un terrain de rugby, des courts de tennis, un plateau multisports ainsi qu'une « plaine de jeux » composé de quatre terrains de football à 7. Depuis quelques mois, un terrain de football en synthétique nouvelle génération a été créé. Enfin un gymnase, dans lequel évolue l'équipe de handball, vient compléter l'offre du site.
- L'espace omnisports Pierre-de-Coubertin, vaste salle de 4 000 m2 dans laquelle peuvent se dérouler de nombreuses manifestations sportives, du futsal en passant par le karaté et la gymnastique. Cet endroit, ancien silo à sucre à l'architecture originale, est actuellement l'une des plus grandes salles de sport du Val-d'Oise.
- Le gymnase Lucien-et-Clément-Matheron, aux Grandes Bornes, possède une salle de judo, une salle de basket et de tennis de table, une salle de boxe et une salle polyvalente à l'étage.
- Le stade Auguste-Delaune, est devenu en juillet 2019 un grand parc en centre-ville il a remplacé les plus anciens terrain de football de la ville.
- Le gymnase Angelo-Parisi, à proximité du collège Pierre-Curie, est composé d'une salle multisports ainsi que d'une tribune. Cet équipement a été ouvert en 2006.
- La piscine, qui a ouvert en avril 2009, est un équipement moderne en remplacement de l'ancienne qui fut fermée en 2004 en raison de fissures. Celle-ci est gérée par la société Vert-Marine et comporte une pataugeoire, un bassin ludique, un bassin sportif de 25*12,5 m ainsi qu'un centre de remise en forme (sauna, hammam) et un solarium de 2 000 m2.

#### Clubs
Il existe de nombreuses associations sportives à Goussainville, les plus connues étant :
- Le Football Club de Goussainville (football), évoluant en DHR (division d'honneur régionale), issu de la fusion le club des portugais de Goussainville et de l'ASM Goussainville.
- Le Handball Club Goussainville, de niveau régional.
- Badminton Club De Goussainville (BCDG 95) étoile montante de la ville qui a acquis 2 étoiles de sa fédération depuis sa création en mars 2013. http://www.badminton-goussainville.fr[53]
- L'Étoile Goussainvilloise (gymnastique), organise de nombreux championnats régionaux voire nationaux.
- L'Est Val d'Oise Basket : club réunissant les communes de Gonesse, Goussainville et Villiers-le Bel depuis 2012, par fusion de deux anciens clubs, l'Entente Villiers-le-Bel Gonesse (EVLBG) et l'Association des Basketteurs de Goussainville (ABG)[54].

### Médias
VOTV, la télévision du Val-d'Oise, réalise certains reportages dans la ville.
En plus des radios nationales, Goussainville est également couverte par une large offre de radios locales.
Au niveau de la presse, la commune est couverte par l'édition du Val-d'Oise du Parisien. Le journal Bénéfice Net, qui paraît sur le pôle de Roissy, relaie parfois certaines informations, économiques notamment, concernant la commune.
La municipalité édite chaque mois un bulletin d'informations mensuel sur la commune, Goussainville ma ville.
Par ailleurs la ville est concernée par le projet interdépartemental d'Internet à très haut débit pour le nord et l'est de la banlieue parisienne, DEBITEX.

## Culture locale et patrimoine

### Lieux et monuments

#### Monuments historiques

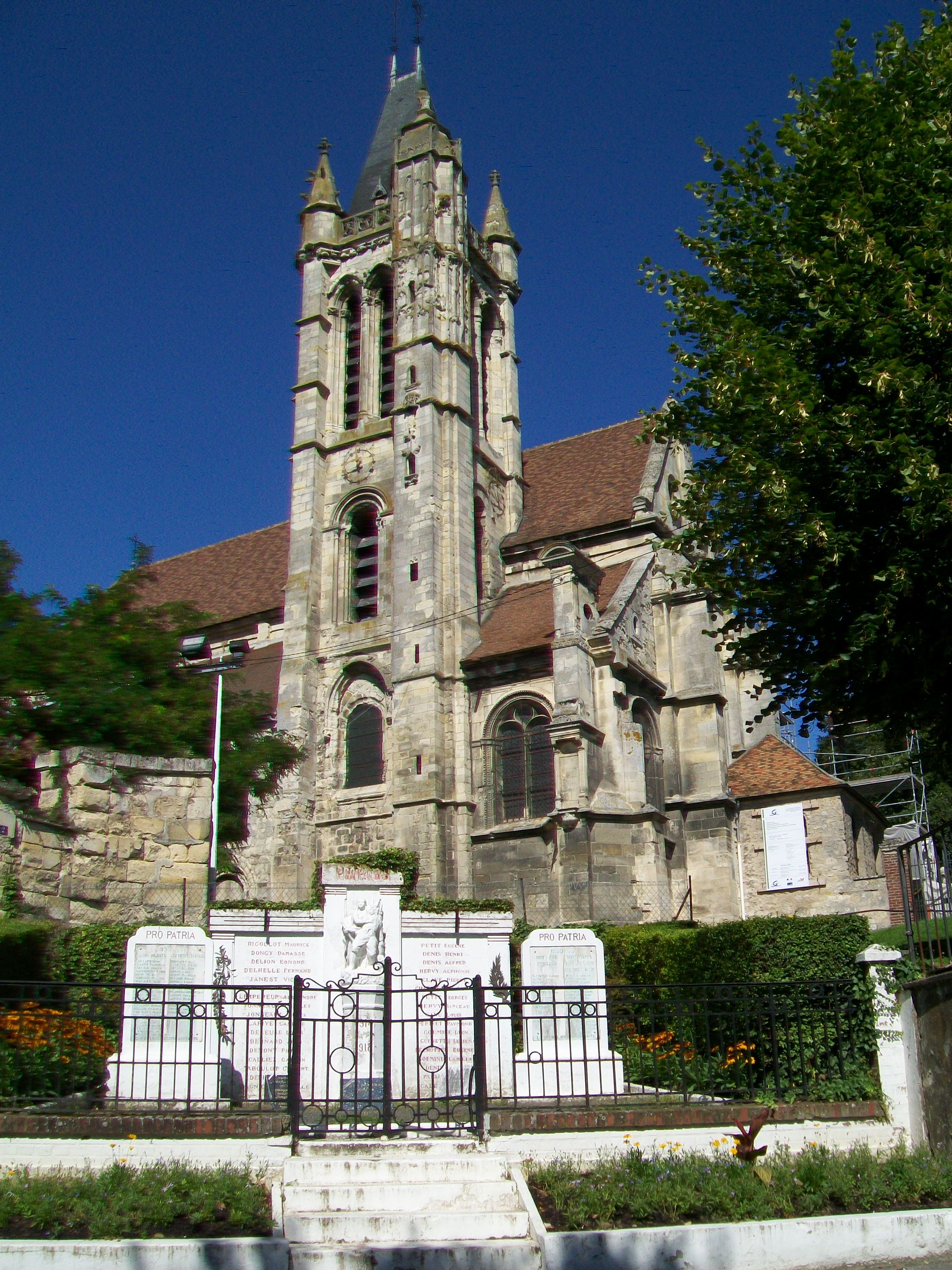
Église Saint-Pierre-Saint-Paul et monument aux morts.

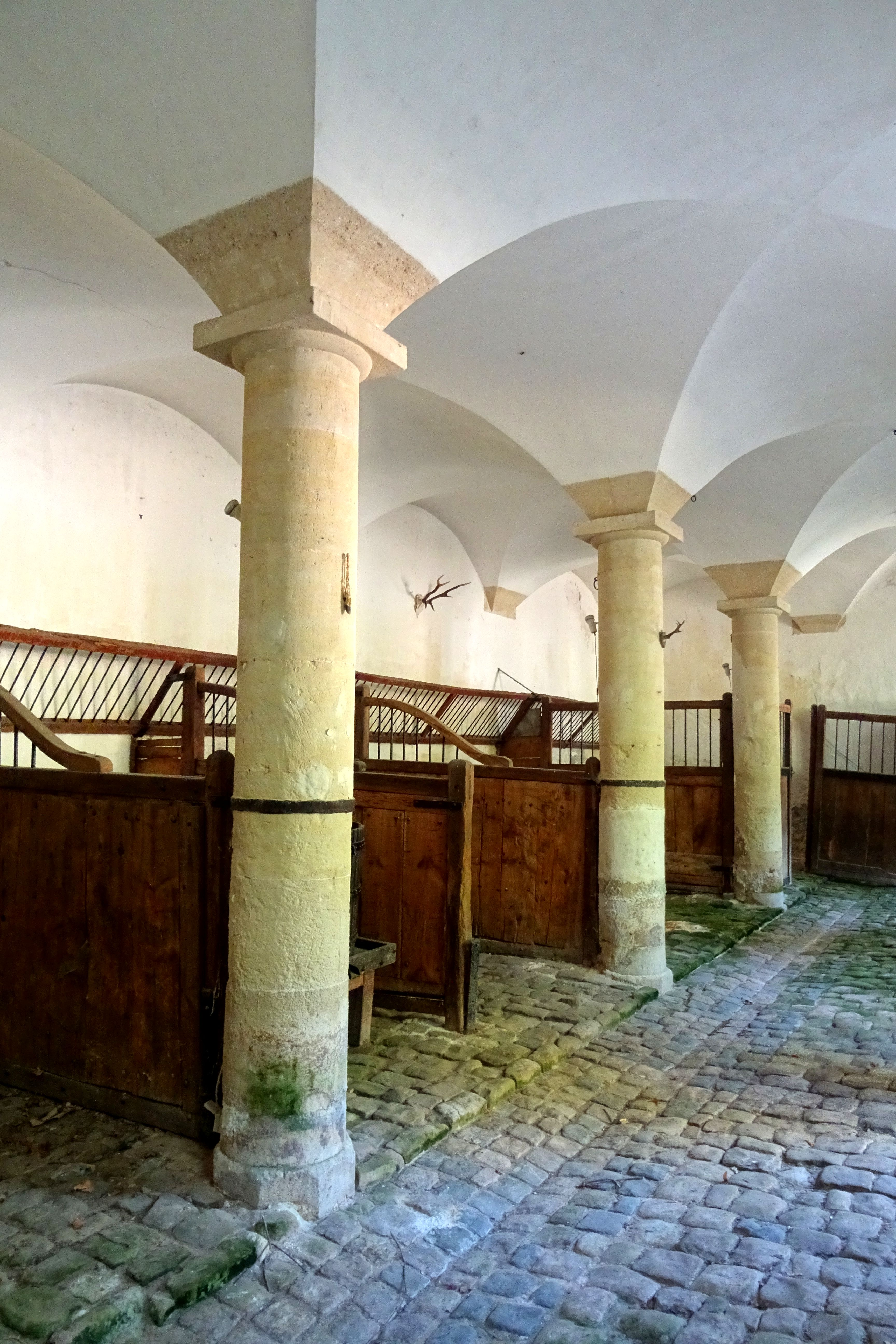
Écuries du château, vue diagonale vers le nord-est.

Goussainville compte trois monuments historiques sur son territoire, dont l'église et les caves de l'ancien château réunis par erreur dans une même notice de la base Mérimée.
- Église Saint-Pierre-et-Saint-Paul, rue Brûlée / place Hyacinthe-Drujeon, au Vieux-Pays (classée monument historique par arrêté du 21 février 1914[56]) : c'est la troisième église sur le même emplacement, édifiée pour l'essentiel entre 1550 et 1564 dans le style de la Renaissance, avec une ornementation particulièrement riche et élaborée pour un petit village rural. Les travaux sont financés par le seigneur Antoine de Nicolaï, premier président de la Cour des comptes, et sont vraisemblablement dirigés par le maître-maçon Nicolas de Saint-Michel. Il faut encore une dernière campagne de travaux au début du XVIIe siècle pour terminer la reconstruction des murs extérieurs. L'église actuelle conserve encore des éléments de l'église primitive romane du début du XIIe siècle, en l'occurrence deux travées du bas-côté sud avec un ancien portail et le premier étage du clocher, profondément remanié. Seulement les bases des colonnes et des piliers composés flanquant la base du clocher rappellent l'église gothique ayant remplacé l'église primitive au début du XIIIe siècle. De la fin du XVe siècle, reste l'étage de beffroi du clocher avec une remarquable décoration flamboyante[57],[58],[59]. - L'église Saint-Pierre-et-Saint-Paul n'est plus utilisée pour le culte en raison de son mauvais état et de la présence de l'église Saint-Michel au centre des nouveaux quartiers de Goussainville. Après des années d'abandon, un chantier de consolidation et de restauration a été commencé en 2010.
- Caves de l'ancien château dites crypte ou souterrains, classées monument historique par arrêté du 25 novembre 1940[56] : Deux longues caves étroites voûtées en arc brisé sous le parc, reliées par un escalier à une cave d'un plan cruciforme sous l'église, voûtée en croisée d'ogives, encore plus profond. L'entrée se situe à l'extrémité ouest du pavillon de garde à l'entrée du parc du château. Ces caves datent probablement du XIVe siècle et sont antérieures à l'église. Leur grande profondeur fait paraître peu probable une utilisation comme lieu de culte, et il ne s'est pas agi non plus d'un lieu de sépulture. Au contraire, les caves ont toujours appartenu au propriétaire du château et été utilisées comme celliers. Ce ne sont pas les seules caves de ce type à Goussainville ; leur classement avait comme but d'empêcher le propriétaire d'effectuer des travaux pouvant déstabiliser l'église[60].
- Les écuries, la grille d'entrée et les pavillons de garde du château de Goussainville, place Hyacinthe-Drujeon, au Vieux pays : Un acte de 1347 mentionne un manoir, et une donation de 1527 mentionne un château. Un dessin de la fin du XVIIe siècle montre qu'il touchait à la façade ouest de l'église, si bien que les caves dites crypte (voir ci-dessus) pourraient être un vestige du château médiéval. Décrit comme étant vétuste lors du mariage du seigneur Aymar Jean de Nicolaï en 1705, il est partiellement démoli par la suite. En 1719, l'architecte Robert de Cotte présente des suggestions pour sa reconstruction. Pour des raisons qui restent obscures, seul le pavillon de garde à l'entrée du parc a finalement été construit. En très mauvais état, il flanque toujours l'entrée de ce qui est devenu le parc municipal, à côté de l'église. La grille du parc sur la place Hyacinthe-Drujeon se rapporte également au château ; ce fut la grille de la cour des communs. Ce qui restait du château proprement dit a été démoli en 1791, peu après la Révolution française. Les anciens communs du château subsistent seuls à l'heure actuelle, reconvertis en habitation. On peut les apercevoir depuis la rue du Pont, long bâtiment massif avec un pavillon central rehaussé, avec peu d'ouvertures et une façade en pierre brute. Les façades donnant sur la cour intérieure présentent davantage d'intérêt, mais ne sont pas visibles depuis le domaine public. Il y reste également le poulailler, la glacière, etc. À l'intérieur, les anciennes écuries présentent un plafond voûté d'arêtes de cinq travées. Le reste a été reconverti en habitation, sauf l'aile de droite récemment démolie : elle a servi de mairie de 1846 jusqu'au milieu du XXe siècle. - La maison de notable construite au parc vers 1860 et aujourd'hui ruinée n'a aucun rapport avec l'ancien château de Goussainville[60],[61].

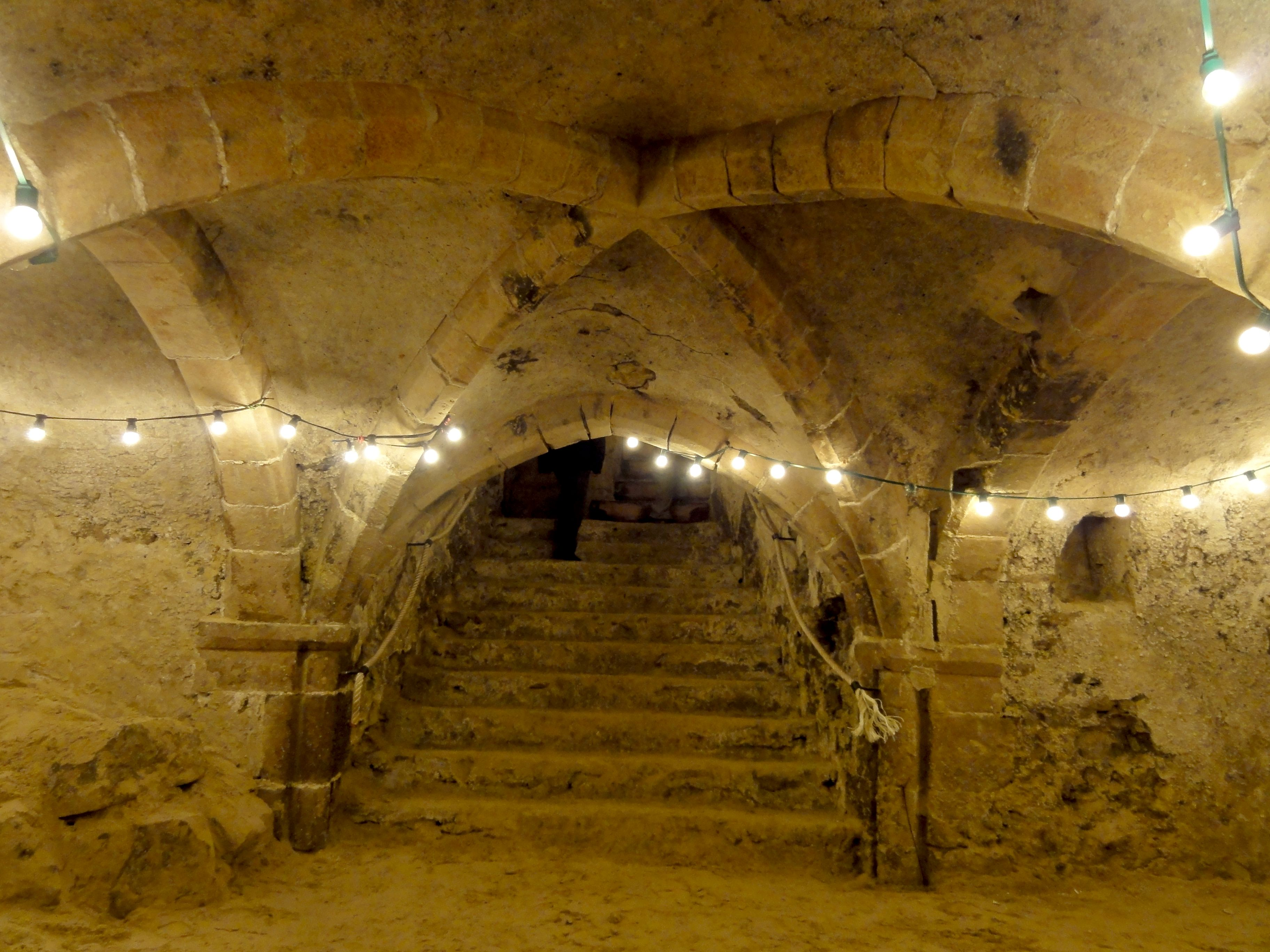
Cave du 2e niveau de sous-sol.
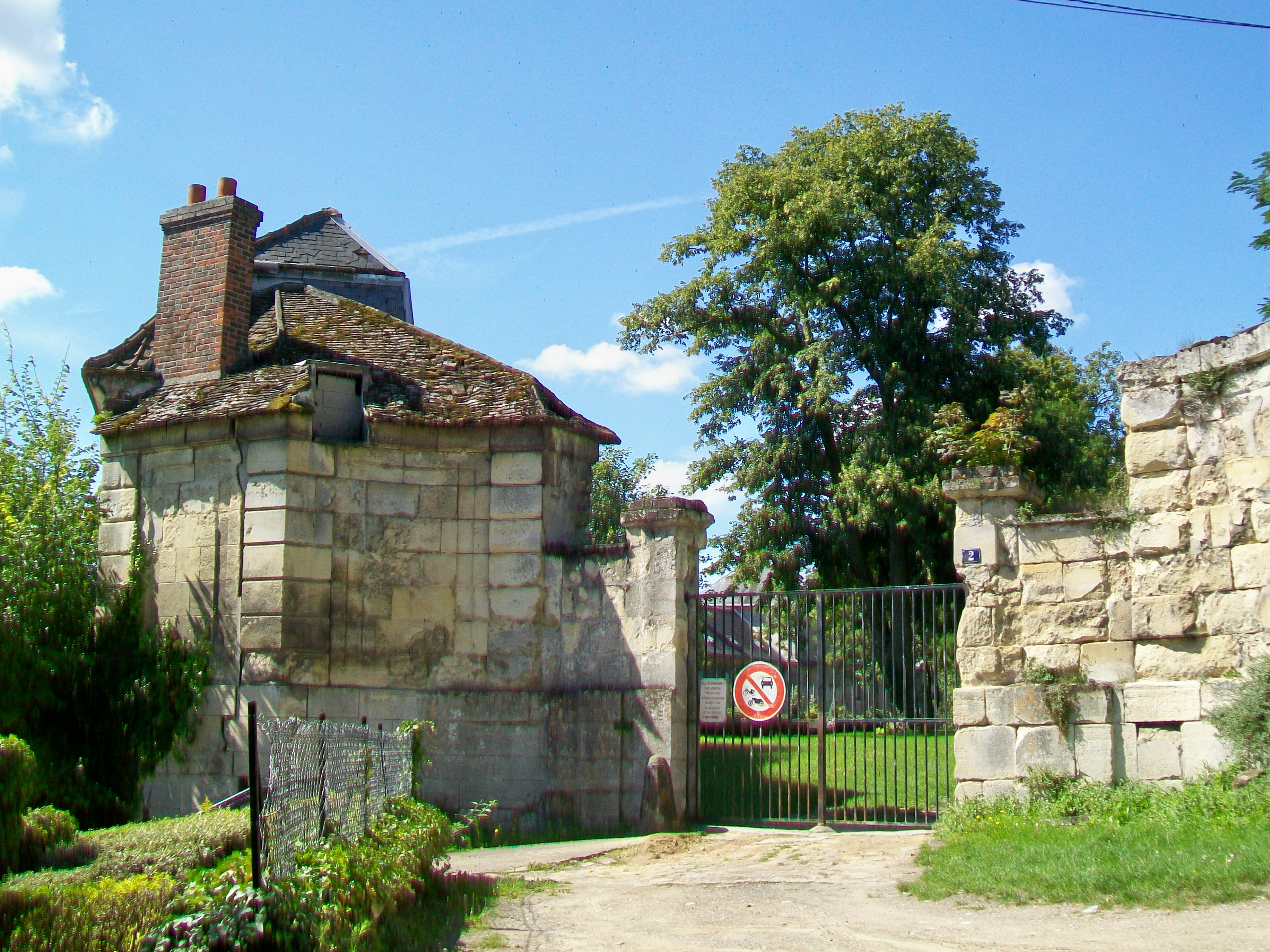
Pavillon de garde du château, à l'entrée du parc.
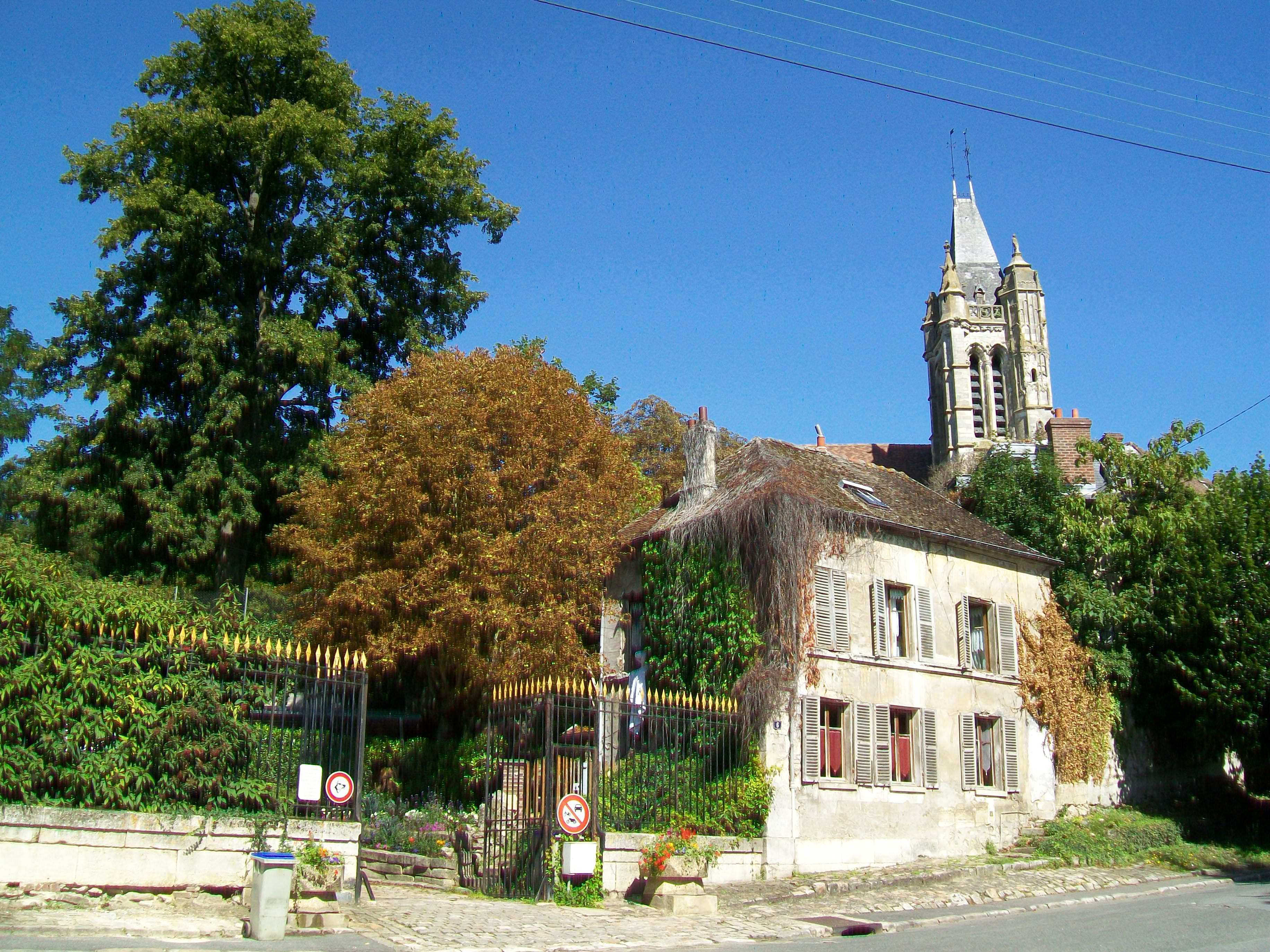
Ancienne grille de la cour des communs.
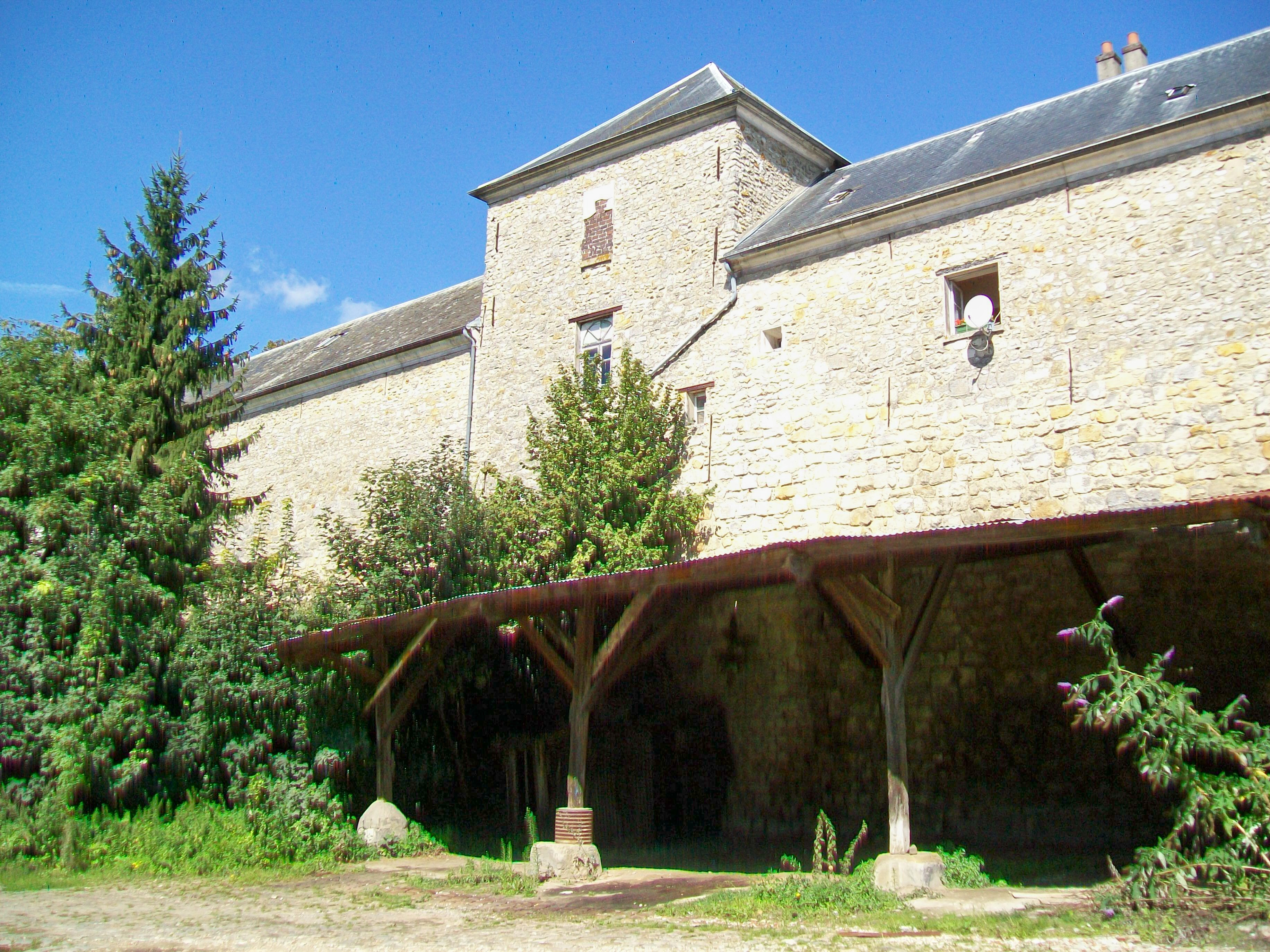
Anciennes écuries du château, rue du Pont.
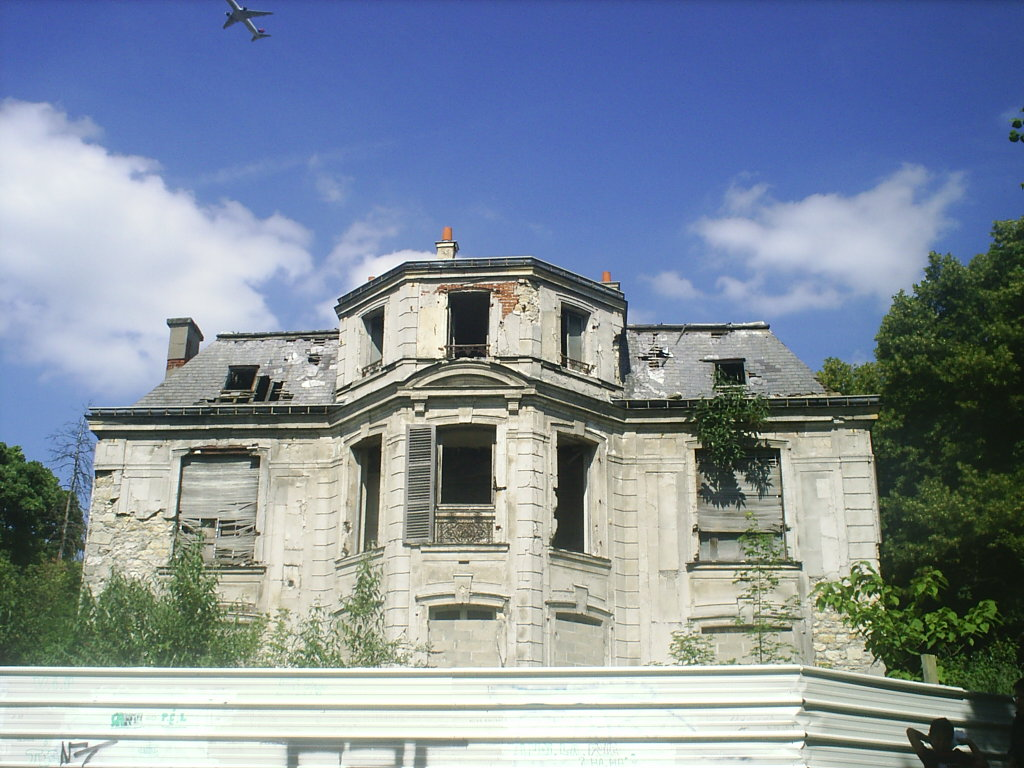
Maison de maître de 1860 à l'emplacement du château.

#### Autres éléments du patrimoine

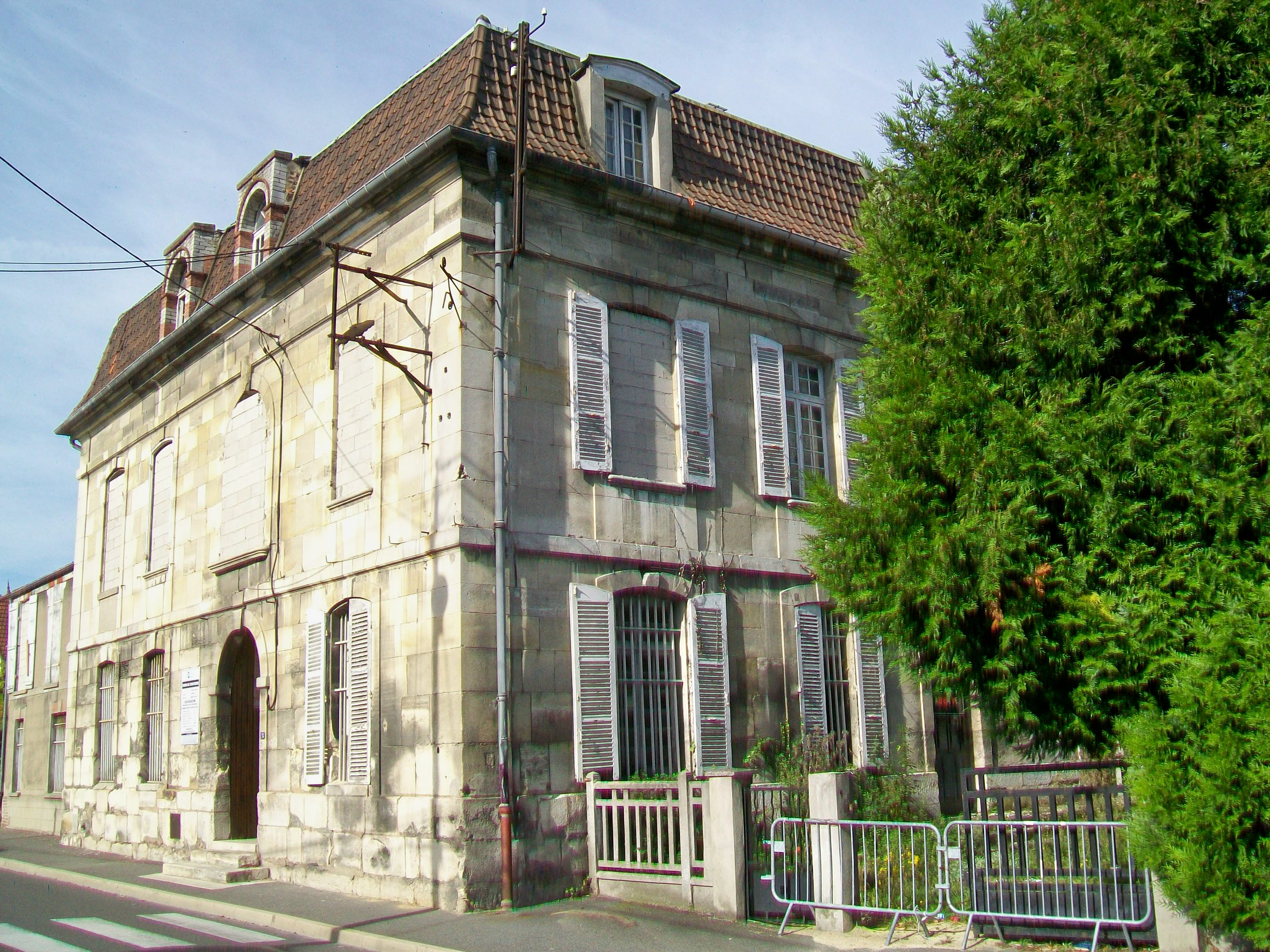
Logis de la grange des Noues, ancien prieuré.

- La ferme des Feuillants ou grange des Noues (vestiges), rue Victor-Basch : La ferme appelée initialement ferme de Goussainville est attestée en ce lieu depuis 1412, ou selon d'autres sources depuis 1125, et appartenait à l'abbaye Notre-Dame du Val de Mériel. C'était une grange monastique, c'est-à-dire une exploitation agricole sur laquelle travaillèrent des frères lais. En 1611, la ferme passe dans le giron du couvent des Feuillants de Paris, avec les autres possessions de l'abbaye du Val. À l'emplacement de l'ancienne ferme, les Feuillants firent construire un prieuré en 1740, comprenant chapelle, logis et grange. L'ensemble est vendu comme bien national en 1791, pendant la Révolution, et transformé en manufacture de salpêtre en 1794. Ensuite, l'activité agricole reprit jusqu'au début du XXe siècle. Le percement de la rue Victor-Basch divisa alors le domaine en deux parties. - Le logis en pierre de taille a abrité jusqu'au début du XXIe siècle un logis d'accueil paroissial, mais est actuellement vacant en raison de son mauvais état[62],[63]. Perpendiculaire à la rue, seulement l'une des extrémités est bien visible depuis le domaine public. Quant à l'ancienne grange, elle a été démolie pour moitié, et est englobée dans le site d'une entreprise. Elle aussi est en mauvais état et n'a bénéficié d'aucune mise en valeur.
- Le groupe scolaire Jules-Ferry de 1927, 17-19 rue Charles-Baudelaire : Cette école était la première construite par la commune à l'intention des habitants des nouveaux lotissements, en l'occurrence celui des Noues au lieu-dit le Cottage Montparnasse. Le bâtiment suit un plan symétrique en U, et s'organise autour d'un corps central à étage, abritant un logement. Les autres parties du bâtiment sont de plain pied. D'un côté, c'était l'école de filles, et de l'autre côté, l'école de garçons. Chacune comportait trois salles de classe, dont une dans l'une des deux ailes latérales en retour d'équerre. L'architecte parisien Auguste Balayer a employé la meulière, élément déjà traditionnel dans le grand Bassin parisien, mais aussi le béton (peint en blanc), pour permettre les grandes baies vitrées. Avec les tuiles mécaniques des toitures, les trois matières présentent créent une façade animée malgré la simplicité du langage architectural, qui est proche des écoles traditionnelles du dernier quart du XIXe siècle[64].
- Les trois groupes scolaires du début des années 1930 : groupe Sévigné de 1932, rue Brûlée[65],[66]; groupe Pierre-Curie (désaffecté en 1975), 90 rue du Général-de-Gaulle[67],[66]; groupe Pasteur de 1930, 4-6 avenue du Docteur-Roux[68],[66]; tous les trois conçus par l'architecte parisien Auguste Balayer. Les façades vivent d'un jeu de simples formes géométriques empruntées au cubisme et frappent par leur blancheur, nuancée par un effet d'ombres et lumières. Ici, les matières traditionnelles reculent en faveur du béton armé, qui n'est toutefois jamais employé à nu. Les salles sont également bien éclairées de deux côtés. Comme d'usage à l'époque, les noms des groupes scolaires sont portés en grandes lettres sur la façade principale, accompagnés selon les cas de « ville de Goussainville » et de la devise républicaine[66].
- Le colombier de la ferme de Montmorency, rue Brûlée, au Vieux pays : Il possède la particularité de ne pas être divisé par un plafond intermédiaire, et les boulins en terre cuite vont donc sur toute la hauteur des murs, atteignant de ce fait le nombre exceptionnel de 3 600. L'échelle pivotante qui permettait d'accéder aux boulins a disparu, et le toit est désormais effondré, si bien que le délabrement du bâtiment s'accélère[69],[70].
- La salle des fêtes, place Hyacinthe-Drujeon, au Vieux pays :  Elle était pendant longtemps le dernier bâtiment correctement entretenu du centre du Vieux pays, qui pendant les années 1990 et 2000 s'apparentait à un village-fantôme. Construite en 1924 par l'architecte Auguste Balayer[71] qui signera plus tard les différents groupes scolaires, elle présente les caractéristiques de l'architecture industrielle de l'époque. Les trois travées strictement identiques comportent chacune une porte à deux vantaux sur la façade ouest, et trois fenêtres hautes par côté, au-dessus du linteau de la porte. Cette disposition évoque la fabrication en série. La structure repose sur une ossature de profils d'acier, et le toit est couvert de tuile mécanique. Le drapeau français sur la porte du milieu rappelle la fonction semi-officielle de la salle.
- Le monument aux morts, place Hyacinthe-Drujeon, au Vieux pays[72]. Y figurent les victimes militaires et civiles des guerres 1914-1918 et 1939-1945[73].
- L'église Saint-Michel, rue Simon-Bolivar, près de la place de la Charmeuse : l'église remplace une première chapelle provisoire en bois, construite autour de 1930 au milieu des nouveaux lotissements de ses propres mains par l'abbé Mercier. L'église actuelle a été édifiée en 1955-60 selon les plans de l'architecte Nedonchelle, et sa façade est parée de pierres bleues de Huelgoat. L'orientation de l'église est inverse à l'usage, le portail donnant sur l'est et le chœur sur l'ouest[74].

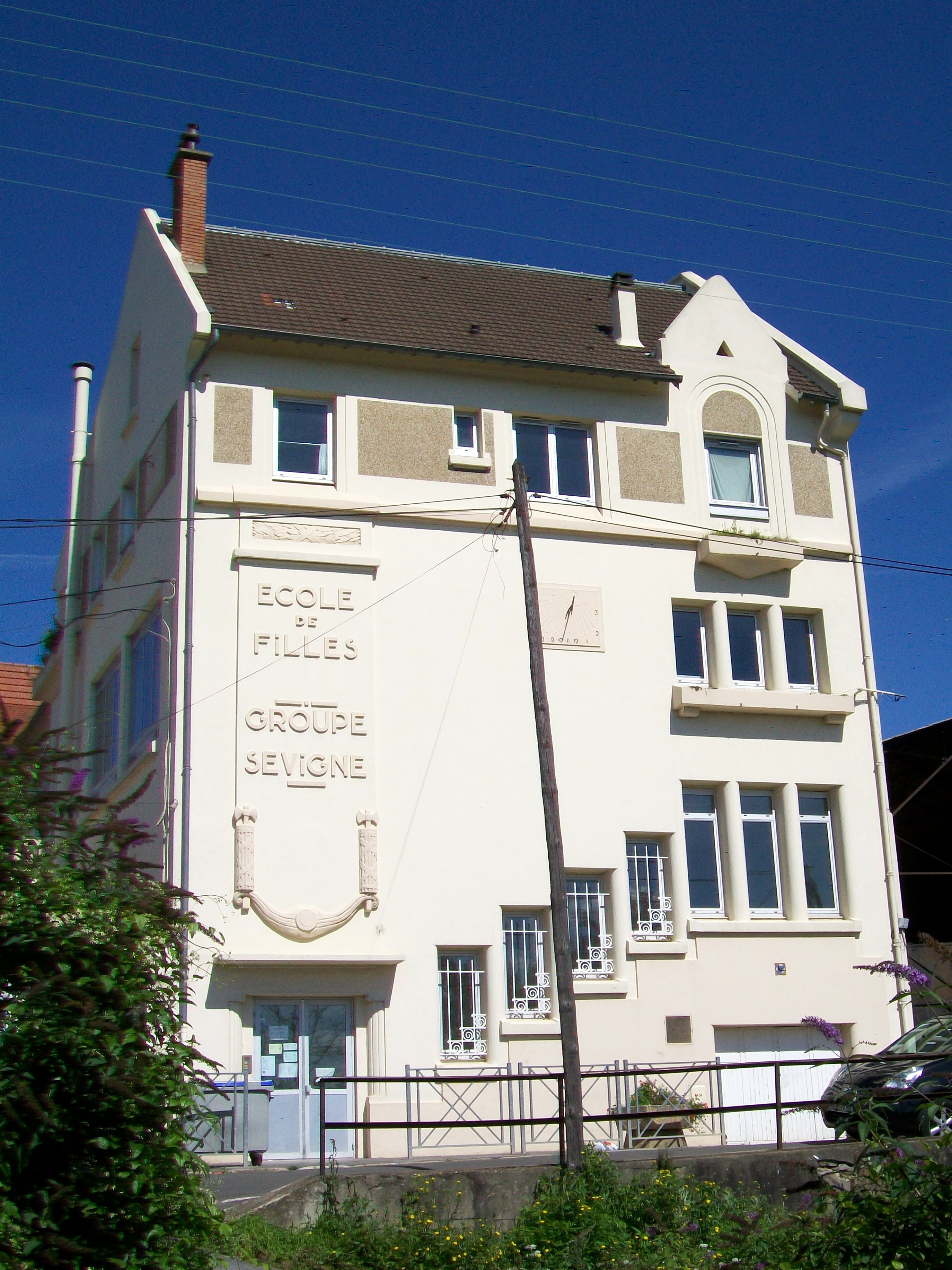
Le groupe scolaire Sévigné de 1932.
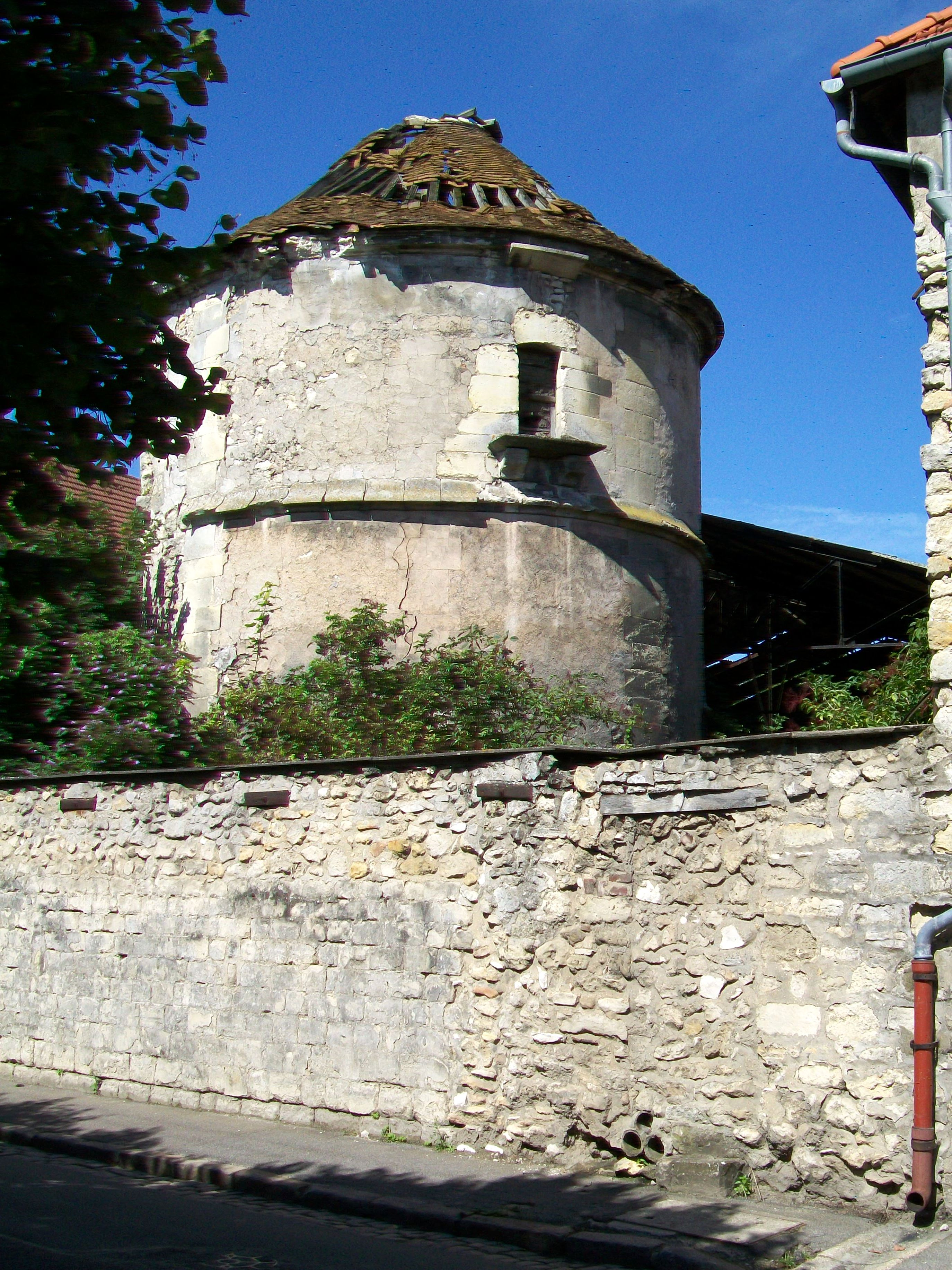
Le colombier de la ferme de Montmorency.
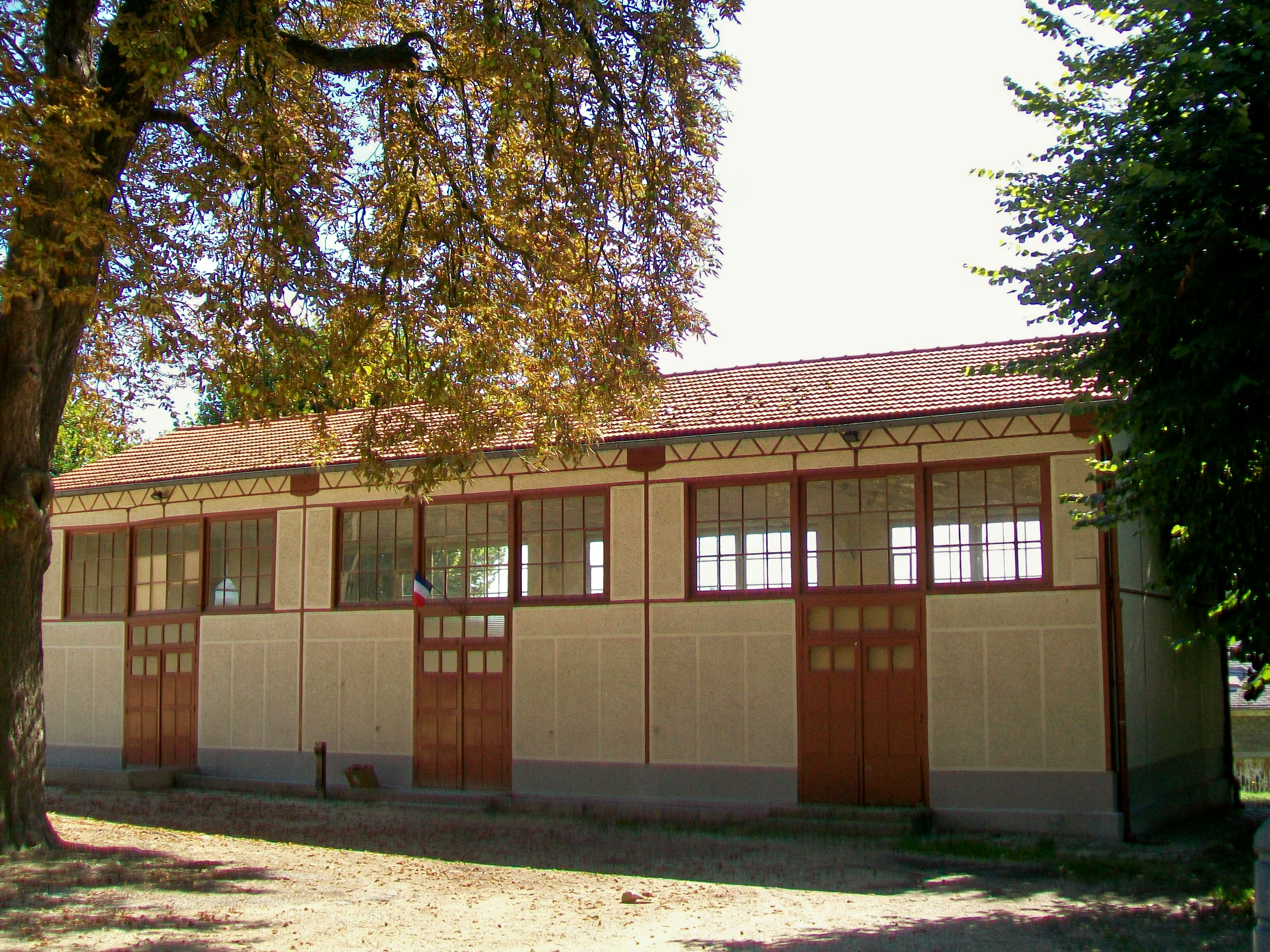
La salle des fêtes de 1924, place Hyacinthe-Drujeon.
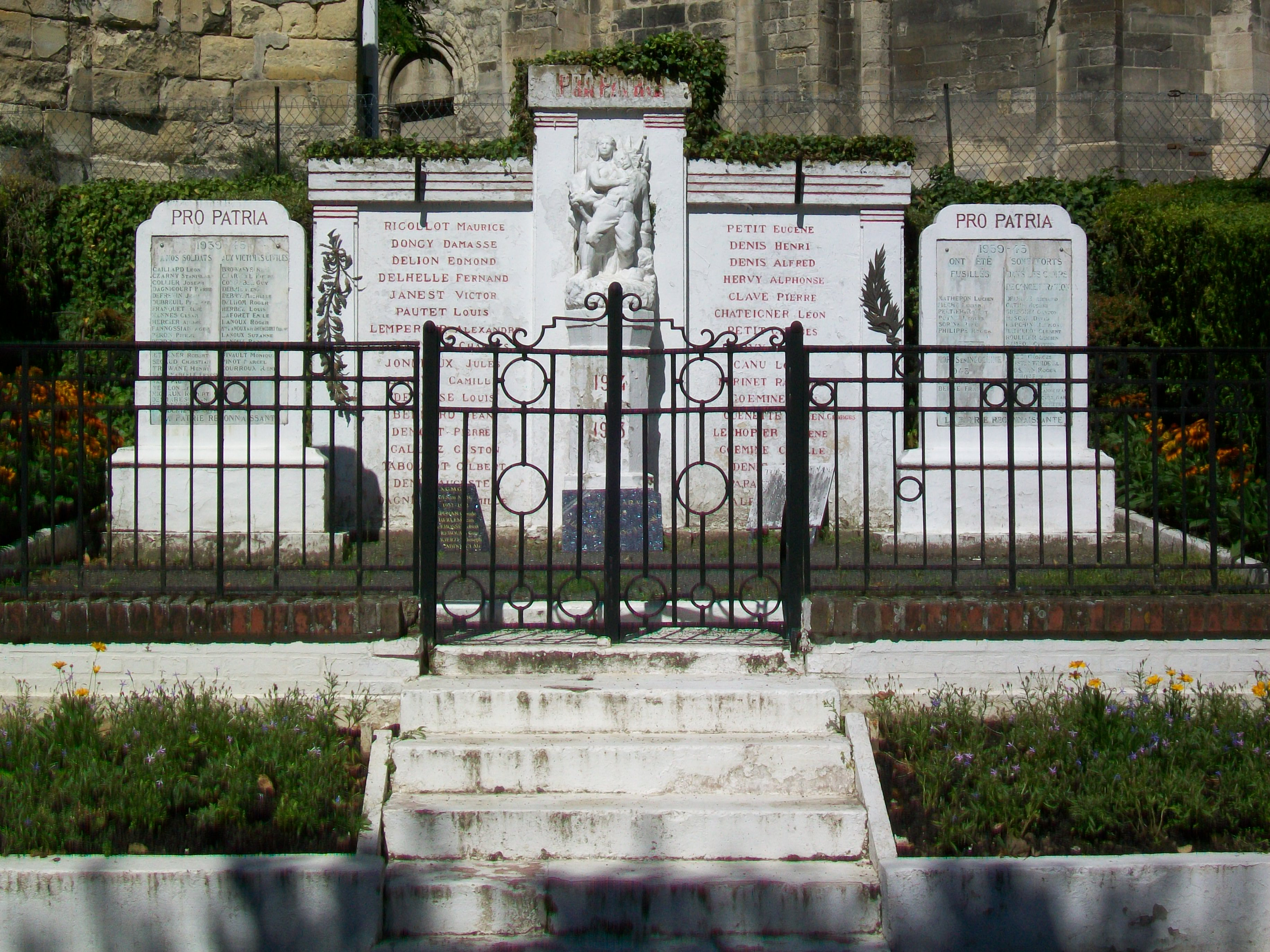
Le monument aux morts, en bas de l'église.
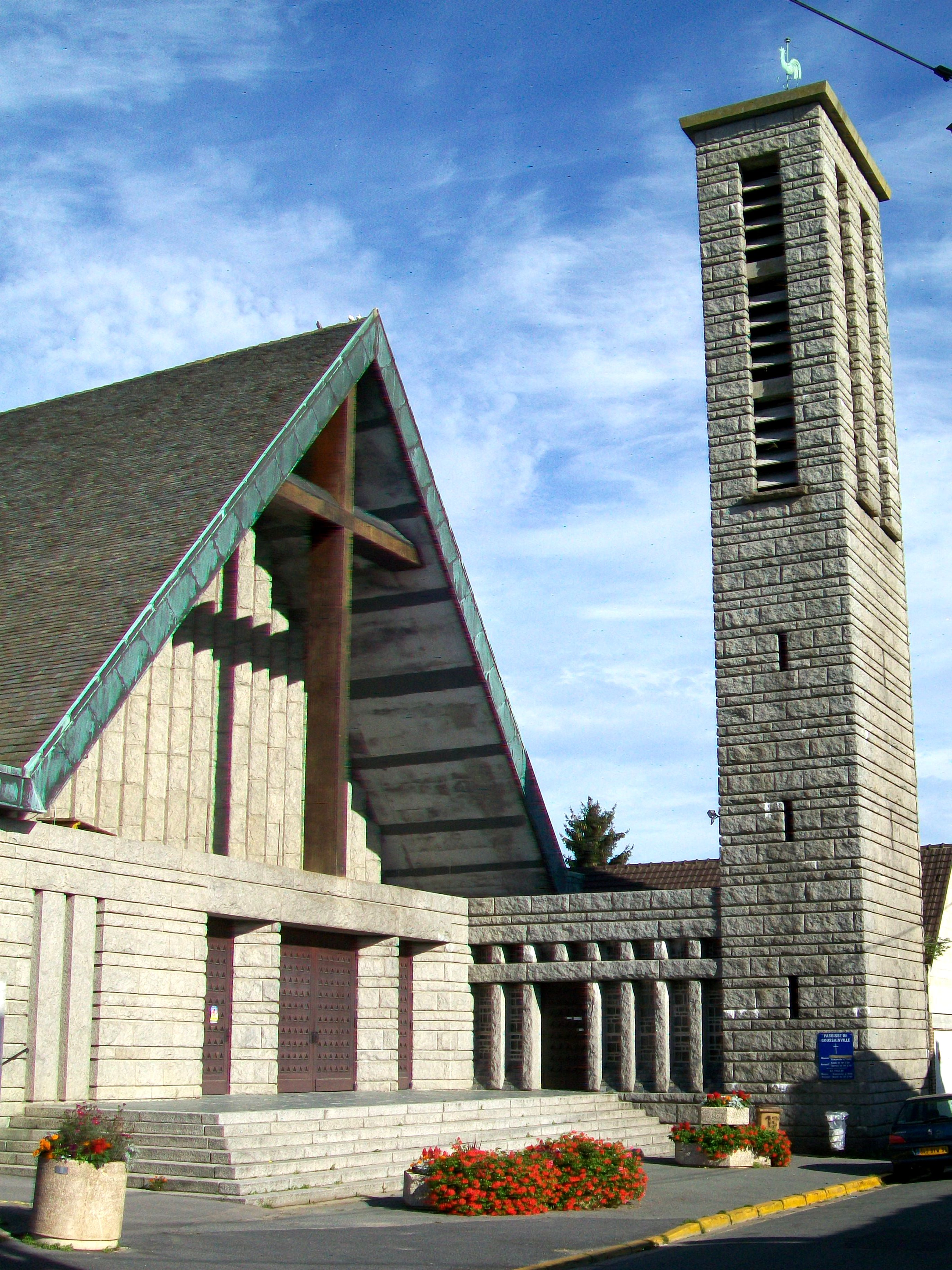
Église Saint-Michel consacrée en 1959, rue Simon-Bolivar.

### Goussainville au cinéma et à la télévision
En 2012, Rouben Manika, un jeune Goussainvillois étudiant en cinéma, réalise son premier long-métrage intitulé « Behind you », un thriller psychologique tourné en grande partie à Goussainville. Le film a été projeté en avant-première le mercredi 10 octobre 2012 à la salle Sarah-Bernhardt.
Six films ou téléfilms ont été tournés à Goussainville pour de simples scènes d'intérieur ou mettant en scène la ville elle-même :
- 1959 : Le Gendarme de Champignol de Jean Bastia
- 1973 : Les Aventures de Rabbi Jacob de Gérard Oury : les scènes intérieures de l’usine à chewing-gum qui est l’ancienne distillerie
- 1994 : Hexagone de Malik Chibane : à la cité Des Grandes Bornes
- 2010 : Roses à crédit d'Amos Gitaï (téléfilm, finalement pas sorti au cinéma au pour cause d'agrément)[76]
- 2013 : Behind You de Rouben Manika
- 2015 : Un début prometteur d'Emma Luchini : au collège Pierre-Curie
- 2015 :  clip Il faut vivre pour Shy'm
- 2020 : The Old Guard de Gina Prince-Bythewood : dans le Vieux Pays abandonné

### Personnalités liées à la commune
- La famille de Nicolaï, seigneurs de Goussainville depuis le XVIe siècle jusqu'à la Révolution, hauts magistrats à Paris
- Éric Chevallier commence sa carrière comme bénévole au théâtre municipal. Devenant ensuite au sein de la société de production « Inter 3 Animation » présentateur de gala de variétés, il assume pendant quelque temps le titre de plus jeune présentateur de France. Aux côtés de Serge Lama, Jeane Manson, Daniel Guichard et tant d'autres, il anime les premières parties de concert à Paris et en province. Sa route durera trois ans, au fil des contrats. Il s'expatrie ensuite en Tunisie pendant dix années comme programmateur artistique et chanteur comédien.

C'est là-bas, qu'il rencontre à nouveau nombre de vedettes dont certaines qu'il propulsera comme Gérald Dahan ou Dany Mauro. Rangé des spectacles et des événements de soirées, après 25 ans de carrière, il gère désormais des villages de vacances d'une chaîne nationale. Ses parents étaient artisans encadreurs boulevard Paul-Vaillant-Couturier.
- Robert Oubron, (1913-1989), cycliste sur route français y est né.
- Le chanteur Patrick Hernandez (1949-), mondialement connu pour son tube Born to Be Alive, a passé la fin de son adolescence accompagné de sa mère à Goussainville ; il a par ailleurs fréquenté le collège Pierre-Curie.
- Le chanteur Allain Turban (1947-), a vécu et chanté Goussainville où il a vécu entre autres à la Cité Ampère et où il a connu Patrick Hernandez[77].

### Héraldique
|  | Les armes de Goussainville se blasonnent ainsi : D'azur au lévrier courant d'argent colleté de gueules et bouclé d'or. Ce sont celles de la maison de Nicolay. |